# María Dolores de Cospedal
María Dolores de Cospedal García, née le 13 décembre 1965 à Madrid, est une haute fonctionnaire et femme d'État espagnole membre du Parti populaire (PP).
Elle est sous-secrétaire du ministère des Administrations publiques entre 2000 et 2002 puis sous-secrétaire du ministère de l'Intérieur jusqu'en avril 2004. En décembre suivant elle devient conseillère aux Transports et aux Infrastructures du gouvernement de la communauté de Madrid.
Elle est élue présidente régionale du PP et sénatrice de Castille-La Manche en 2006. Elle échoue en 2007 à prendre la présidence de la communauté autonome. En 2008 elle est désignée secrétaire générale du Parti populaire par Mariano Rajoy. Aux élections autonomiques de 2011, elle conquiert la majorité absolue et se trouve investie présidente de la Junte des communautés de Castille-La Manche après 28 ans de pouvoir socialiste.
Elle perd son poste à la suite des élections autonomiques de mai 2015 et se trouve élue au Congrès des députés lors des élections législatives de décembre suivant. En novembre 2016, elle est nommée ministre de la Défense. Elle est remplacée par Margarita Robles après l'adoption de la motion de censure contre le gouvernement de Mariano Rajoy en juin 2018.
Elle échoue quelques semaines plus tard à l'élection du président du PP dans le cadre du XIXe congrès et favorise l'élection de Pablo Casado face à Soraya Sáenz de Santamaría. Elle se retire peu après de la vie politique, en raison de la mise en cause de son mari dans un scandale politique.

## Biographie

### Université et début de carrière
Titulaire d'une licence en droit, obtenu à l'université CEU San Pablo de Madrid, elle passe avec succès le concours du corps supérieur des avocats de l'État en 1991. Elle intègre l'année suivante le service juridique du ministère des Travaux publics et des Transports, avant d'être nommée en août 1994 chef des avocats de l'État du ministère des Affaires sociales pour deux ans.
En 1997, elle entre au cabinet ministériel du ministre du Travail et des Affaires sociales Javier Arenas. Elle est mutée en 1998 à l'ambassade espagnole aux États-Unis en tant que conseillère pour le travail et les affaires sociales.

### Une haute fonctionnaire de l'ère Aznar
Elle revient cependant au ministère du Travail dès le 6 février 1999, quand elle est nommée secrétaire générale technique par le nouveau ministre Manuel Pimentel.
Après la nouvelle victoire du PP aux élections générales de mars 2000, Cospedal est appelée le 6 mai suivant par le nouveau ministre des Administrations publiques Jesús Posada pour exercer les fonctions de sous-secrétaire du ministère. Le 20 juillet 2002, le nouveau ministre de l'Intérieur Ángel Acebes la choisit pour occuper cette même responsabilité au sein de son département.
Ses derniers jours en fonction sont marqués par les attentats de Madrid du 11 mars 2004.

### Un retour à sa vocation première
Après que les socialistes ont retrouvé le pouvoir en avril 2000, elle est relevée de son poste. Elle retourne alors au corps des avocats de l'État et représentant l'Espagne devant la Cour européenne des droits de l'homme (CEDH).

### Un début de carrière politique régional
Le 21 décembre 2004, María Dolores de Cospedal est nommée à 39 ans conseillère aux Transports et aux Infrastructures de la Communauté de Madrid dans le premier conseil de gouvernement d'Esperanza Aguirre. Elle y retrouve alors Ignacio González, ancien secrétaire d'État du ministère de l'Intérieur.
À l'unanimité du comité exécutif régional, elle est élue le 3 juin 2006 présidente du Parti populaire de Castille-La Manche (PPCLM) et chef de file aux élections autonomiques de 2007. L'ancienne ministre Elvira Rodríguez la remplace dans l'exécutif autonomique de Madrid huit jours plus tard.
Le 7 septembre, elle est élue au Sénat par les Cortes de Castille-La Manche. Au cours des élections autonomiques du 27 mai 2007, elle se trouve opposée au président socialiste sortant José María Barreda. Elle améliore sensiblement le score du PPCLM en progressant de cinq points et trois députés sur 47, sans remettre en cause la majorité absolue de Barreda.
Désormais députée autonomique pour la circonscription de Tolède, elle préside le groupe du PP et siège à la commission de la Justice. Elle est réélue à la chambre haute des Cortes Generales en juillet.

### 2008, l'entrée sur la scène nationale
Après la nouvelle défaite du PP au cours des élections parlementaires du 9 mars 2008, le président du parti Mariano Rajoy annonce le 19 juin qu'il propose de nommer María Dolores de Cospedal au poste de secrétaire générale en remplacement d'Acebes. Le choix d'une femme, mère célibataire ayant eu un enfant par FIV et se revendiquant centriste est unanimement salué par les dirigeants du Parti populaire, y compris les plus critiques à l'égard de Rajoy,.

### Une victoire historique en Castille-La Manche
Au cours d'une réunion expresse du comité électoral national le 18 février 2011, elle est investie à l'unanimité chef de file pour les élections autonomiques du 22 mai suivant. Elle précise qu'en cas de victoire, elle conservera ses fonctions dans l'appareil du parti contrairement à la volonté des cadres du PP.
Au cours du scrutin autonomique, le PPCLM totalise 48,9 % des suffrages exprimés, soit 25 députés sur 49 aux Cortes. L'emportant partout sauf dans la circonscription de Ciudad Real, les conservateurs prennent le pouvoir dans ce fief du Parti socialiste ouvrier espagnol (PSOE) pour la première fois depuis 1983. Au cours du débat d'investiture elle indique vouloir supprimer le Défenseur du peuple, le conseil économique et social, le conseil de la concurrence et étudier la viabilité du contrôleur des comptes publics. Elle prend ses fonctions le 21 juin en présence du ministre de la Politique territoriale Manuel Chaves, de l'ancien président de la Junte José Bono et de nombreux hauts responsables du PP.
Au cours du congrès national du Parti populaire de février 2012, elle se trouve confirmée dans ses fonctions de secrétaire générale et voit son pouvoir augmenter fortement en reprenant à son compte les fonctions d'Esteban González Pons, chargé jusqu'à présent de la communication et désormais délégué aux études et aux programmes.
Selon El Mundo en 2013, elle aurait reçu 25 000 € en liquide du trésorier du Parti populaire Luis Bárcenas, ainsi que 45 000 € en 2009 et 2010, comme Mariano Rajoy, le tout provenant d'une « caisse noire » constitué de recettes issues de la corruption. Elle a nié ces accusations.
Lors des élections autonomiques du 24 mai 2015, le PP perd plus de 150 000 voix. Il remporte alors 16 députés sur 33 aux Cortes. Avec 38,2 % des suffrages exprimés, il conserve son statut de première force politique de la communauté autonome mais ne dispose d'aucun allié pour gouverner. Ainsi le 1er juillet, le socialiste Emiliano García-Page est investi à sa succession avec le soutien de Podemos. Il entre en fonction deux jours plus tard.

### Élection au Congrès des députés
Le mercredi 11 novembre 2015, elle démissionne de son mandat parlementaire aux Cortes de Castille-La Manche pour se présenter comme tête de liste pour la circonscription de Tolède au Congrès des députés lors des élections générales du 20 décembre suivant. Elle siège alors à la députation permanente, à la commission constitutionnelle et préside la commission conjointe pour la Sécurité nationale.
Après que le Congrès a échoué à investir un président du gouvernement dans les délais constitutionnels, les Cortes Generales sont dissous. Elle mène de nouveau la liste du PP de Tolède pour les élections législatives anticipées du 26 juin 2016.

### Ministre de la Défense
Le 4 novembre, María Dolores de Cospedal est nommée à 50 ans ministre de la Défense. Seconde femme après la socialiste Carme Chacón à diriger ce département ministériel, sa nomination est vue comme une récompense après ses années difficiles à la direction du PP. Elle sous-entend ce même jour qu'elle compte conserver le secrétariat général du parti, ce que certains cadres de la formation jugent impossible étant donné la nature de son ministère.
Au cours du XVIIIe congrès national du PP, elle est confirmée le 11 février 2017 comme secrétaire générale par Rajoy, mais se voit adjoindre un coordonnateur général en la personne de Fernando Martínez-Maíllo, précédemment vice-secrétaire général à l'Organisation. Quelques heures plus tôt, les délégués avaient rejeté par 303 voix pour et 328 voix contre l'« amendement anti-Cospedal », proposé par un militant du PP de Castille-La Manche qui entendait limiter le cumul des fonctions et mandats. Au cours du premier tour de l'élection pour la présidence de la fédération régionale du parti, ouvert à tous les adhérents, 10 mars, elle obtient 96 % des suffrages exprimés. Ayant remporté plus de 50 % des voix et une avance supérieure à 15 % sur son adversaire, elle sera la seule à prétendre à sa reconduction devant les délégués du congrès régional. Elle est reconduite à la présidence de la fédération régionale du Parti populaire le 18 mars suivant par 95,4 % des suffrages exprimés, soit 663 voix sur 701.
Au mois de mai 2017, la brigade financière (UDEF) met en cause son mari et l'ancien ministre du Travail Manuel Pimentel dans une affaire de corruption impliquant la famille de Jordi Pujol dans des pays d'Afrique. Un juge d'instruction de Tolède annonce le mois suivant qu'il ouvre une enquête sur des soupçons de corruption à son égard après qu'une filiale du groupe Sacyr a versé 200 000 € au PP pour sa campagne des élections autonomiques de 2007, somme qui aurait permis à l'entreprise d'obtenir le marché du ramassage des ordures à Tolède. Au mois de juillet, le journal en ligne El Plural révèle que les enquêtes d'opinion réalisés à sa demande par Demoscopia y Servicios — entreprise fondée par son « gourou des sondages » Arcadio Mateo pour les élections de 2015 — présentaient d'importantes lacunes méthodologiques. Toutes ces accusations la mettent en difficulté dans son opposition interne à la vice-présidente du gouvernement Soraya Sáenz de Santamaría.

### Candidature à la présidence du PP
Elle annonce le 19 juin 2018, 11 jours après avoir quitté le gouvernement, sa candidature à la présidence du Parti populaire dans le cadre du XIXe congrès du PP au cours d'une réunion de la junte directive du parti en Castille-La Manche. Elle est alors la sixième personnalité à postuler à la succession de Mariano Rajoy. Elle bénéficie notamment du soutien de Juan Ignacio Zoido, Dolors Montserrat, Isabel García Tejerina, Rafael Catalá et Jesús Posada.
Le 7 novembre suivant, elle démissionne du Congrès des députés, après que son mari a été mêlé à une affaire d'espionnage politique orchestré au profit de Cospedal.
Elle est inculpée en avril 2021 pour avoir fait espionner en 2013 l'ancien trésorier du Parti populaire afin de récupérer des documents compromettant le parti dans une affaire de corruption.

### Vie privée
Fille de Ricardo Cospedal, María de los Dolores Cospedal García épouse en premières noces en 1995 l'aristocrate José Félix Valdivieso-González y Bravo de la Laguna, dont elle divorce en 1998. C'est à cette époque qu'elle adopte la particule « de », changeant son premier nom de famille en de Cospedal. 
Mère d'un enfant, elle est mariée depuis 2009 avec Ignacio López del Hierro, de 19 ans son aîné.

## Distinctions
- Grand-croix de l'ordre d'Isabelle la Catholique